# Songs of a Prairie Girl
Songs of a Prairie Girl è un album di Joni Mitchell del 2005.

## Tracce
1. Urge For Going (5:08)
2. The Tea Leaf Prophecy (Lay Down Your Arms) (4:54)
3. Cherokee Louise (Orchestral Version 2002) (6:01)
4. Ray's Dad's Cadillac (4:33)
5. Let The Wind Carry Me (3:56)
6. Don Juan's Reckless Daughter (6:38)
7. Raised On Robbery (3:07)
8. Paprika Plains (Remix) (16:19)
9. Song For Sharon (8:37)
10. River (4:05)
11. Chinese Café (5:18)
12. Harlem In Havana (4:27)
13. Come In From The Cold (Edit) (3:38)